# Grabstein der Audolendis
Der Grabstein der Audolendis ist ein frühmittelalterlicher christlicher fränkischer Grabstein des 7. Jahrhunderts aus Mainz, Rheinland-Pfalz. Das Mädchen Audelendis wurde lediglich drei Jahre alt und war an Verkrüppelungen des Skeletts erkrankt.

## Auffindung und Beschreibung
Am damaligen Hilariusberg auf dem Gelände der durch die französische Belagerung 1795 zerstörten Aureuskirche (Nachfolgebau der Grabkirche der ersten Mainzer Bischöfe) in Zahlbach, heute Mainz-Bretzenheim, wurde der Grabstein am 8. März 1803 bei der Anlage des neuen Stadtfriedhofs aufgefunden. Bei diesen Arbeiten wurden zahlreich Gräber aufgedeckt, die von einfacherer Art waren, das kleine Kindergrab der Audolendis war jedoch mit Kalksteinplatten gefasst, in denen sich das intakte Skelett des verkrüppelten Kindes befand. Der Grabstein ist relativ gut erhalten, zeigt lediglich an der linken oberen Kante einen leichten Abbruch auf und an der unteren rechten Seite eine von der untersten Zeile der Inschrift bis über die untere linken Hälfte einen größeren schrägen Abbruch sowie oberflächliche witterungsbedingte Beeinträchtigungen. Der rechteckige Stein ist schlicht gehalten, das Schriftfeld ist durch Zeilen abgesetzt, ist ebenfalls aus Kalkstein gefertigt und zeigt eine Höhe von 64 cm zu 41 cm Breite und durchschnittlich 10,5 cm Dicke. Heute befindet sich der Grabstein im Besitz des Landesmuseums Mainz.

## Inschrift

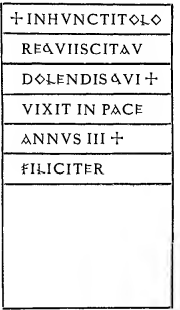

Die von den äußeren Beschädigungen des Steins fast unversehrte Inschrift ist klar lesbar. Der christliche Duktus wird durch ein Kreuz in der ersten Zeile hervorgehoben. Die Zeilen beginnen jeweils mit einem neuen Wort bis auf Zeile 3, in der der Name aus Zeile 2 fortgesetzt wird. Im Verlauf der Inschrift wird die Höhe der Buchstaben ab Zeile 4. merklich größer, beziehungsweise höher. Einzelne Typen zeigen wie das initiale F in Zeile 6 ein runisches F ᚠ, ein E mit verlängerter Haste und ein L aus senkrechter Haste und schräger, tief angesetzter Haste ᚾ, insgesamt ein Schriftbild, das der regionalen rheinfränkischen Provenienz der Zeit entspricht.
+ IN HVNC TITOLO
REQVIISCIT AV
DOLENDIS QVI+
VIXIT IN PACE
ANNVS III +
FILICITER
Im Jahr 451 verwaiste der Mainzer Bischofssitz in Folge der Schlacht von Zülpich, und der Mittelrheinraum wurde durch die Franken neu besetzt. Ab Mitte des 6. Jahrhunderts wurde dieser Bischofssitz neu besetzt und belebte die Missionierung und das kirchlichen Leben. Dies zeigte sich durch archäologische Belege in der Alltagskultur und insbesondere in der Bestattungskultur (Bertichilde-Grabstein). In der Mittelrhein-Region setzte sich in dieser Zeit zunehmend eine fränkische Lapidarschrift durch, die runischen Einfluss (Scheibenfibel von Osthofen) auf die Form einiger Buchstaben deutlich zeigt.

## Name
Der zweigliedrig weibliche germanische Personenname der Audelendis in (vulgär)lateinischer Schrift ist zeitgleich in Runenschrift aodliþ im sogenannten Runenring von Pforzen (Pforzen II) belegt. Jüngere Varianten des Namens sind aus der Zeit des 9. und 10. Jahrhunderts belegt mit althochdeutsch Aotlind, Otlind, langobardisch Audelinda und altsächsisch Odlind.
Das Vorderglied Auda- bildet im Germanischen (*auda-) das Spektrum von Reichtum, Wohlstand, Besitz, Glück, Fülle ab wie in altenglisch ēad, altsächsisch ōd, altisländisch auðr. Weitere Belege sind adjektivische Nominativableitungen wie althochdeutsch ōtag für reich, beschenkt, altenglisch ēadig für reich, glücklich und altisländisch auðigr mit der Bedeutung reich.
Das Hinterglied -lend-is zu voralthochdeutsch -li(n)þ aus germanisch feminin *-lenþijō- ist ebenfalls im altgermanischen Wortschatz gut belegt wie etwa im Namen Theodelindam aus dem 6.–7. Jahrhundert aus dem bairischen Raum und im Namen aus dem altenglischen des 7.–8. Jahrhundert Hildilid. Der Namenstamm ist zu althochdeutsch lindi für weich, sanft, mild zu stellen analog zu altsächsisch līthi für mild, gnädig und altenglisch līðe für sanft, mild, gnädig, freundlich. Der Name lässt sich als die mit der 'Fülle der Mildheit gesegnete' deuten. Es handelt sich um eine Namengebung, die die Verstorbene im Sinne der christlichen Weltanschauung als geliebtes Kind betrachtete und so auch bestattet wurde.